# Sukinsyny
Sukinsyny (ros. Сукины дети) – radziecki komediodramat z 1991 roku w reżyserii Leonida Fiłatowa, na podstawie scenariusza Leonida Fiłatowa i Igora Szewcowa.
W filmie występują m.in. Aleksandr Abdułow, Nina Szacka, Leonid Fiłatow, Ludmiła Zajcewa i Łarisa Udowiczenko.